# Kirkibost
Kirkibost est une île du Royaume-Uni située en Écosse.